# Aeroportul Épinal – Mirecourt
Aeroportul Épinal – Mirecourt (IATA: EPL, ICAO: LFSG) este un aeroport din Juvaincourt⁠(d), Vosges, Grand Est, Franța metropolitană, Franța ce deservește zona Épinal. Aeroportul a fost tranzitat în 2022 de 109 pasageri. A fost numit după zona deservită.
Situat la o altitudine de 330 m, aeroportul dispune de o singură pistă.